# Respawn Entertainment
Respawn Entertainment – amerykański producent gier komputerowych założony przez Jasona Westa i Vince’a Zampellę. West i Zampella wcześniej byli współzałożycielami Infinity Ward oraz twórcami serii Call of Duty, gdzie byli odpowiedzialni za jej rozwój do 2010 roku. Studio zostało przejęte przez Electronic Arts 1 grudnia 2017 roku. Respawn stworzyło serię Titanfall oraz grę typu battle royale Apex Legends, a także Star Wars Jedi: Upadły zakon.

## Historia
Jason West i Vince Zampella byli liderami w Infinity Ward, studia należącego do Activision. Infinity Ward było stworzyło serię Call of Duty. W 2007 roku na rynku ukazała się kolejna część serii, Call of Duty 4: Modern Warfare, która okazała się niesamowitym sukcesem. West i Zampella wykorzystali sukces gry do renegocjacji swoich kontraktów z Activision w 2008 roku, prosząc o duże premie i kreatywną kontrolę nad serią w zamian za wydanie Call of Duty: Modern Warfare 2 w 2009 roku, na co Activision zgodziło się pod warunkiem, że w przypadku zwolnienia dwójki, będą mogli przejąć prawa do serii. Od tego momentu Activision szukało sposobów na wywołanie tej klauzuli, a West i Zampella szukali sposobów na uniezależnienie Infinity Ward od dominującej spółki. W marcu 2010 roku, wydarzenia osiągnęły punkt kulminacyjny, kiedy obaj zostali zwolnieni z Activision, tracąc swoje premie. Potem nastąpiło kilka procesów sądowych, w których West i Zampella oskarżyli Activision o niezapłacone premie, podczas gdy Activision twierdziło, że obaj spiskowali z Electronic Arts (EA), aby zaszkodzić Infinity Ward. Obie strony roztrzygnęły spór poza sądem.
W kwietniu 2010 roku, miesiąc po zwolnieniu z Activision, West i Zampella założyli nowe niezależne studio Respawn Entertainment. Poszukiwali finansowania od Electronic Arts za pośrednictwem programu EA Partners. Dzięki porozumieniu West i Zampella zachowają prawa do całej wytworzonej przez siebie własności intelektualnej w przyszłości. Od 10 lipca 2010 r. 38 z 46 pracowników Infinity Ward, którzy zrezygnowali z tego studia po zwolnieniach Westa i Zampelli, ujawniło na swoich profilach LinkedIn i Facebooku, że dołączyli do Respawn Entertainment.
W czerwcu 2013 na konferencji E3 studio ogłosiło swoją debiutancką grę Titanfall, która ukazała się 11 marca 2014 roku, rok później został ogłoszony sequel Titanfall 2, wydany 28 października 2016 roku.
W tym okresie do studia dołączył producent serii God of War Stig Asmussen, którego zadaniem było stworzenie nowego projektu, którym okazała się wydana w listopadzie 2019 gra Star Wars Jedi: Upadły zakon.
1 grudnia 2017 Respawn Entertainment został zakupiony przez dotychczasowego wydawcę Electronic Arts za kwotę sięgającą 164 milionów dolarów.
W lutym 2019 została wydana gra battle royale Apex Legends. Premiera była zaskoczeniem, gdyż gra nie miała żadnej kampanii marketingowej. Apex Legends stało się niesamowitym sukcesem dla studia, osiągając liczbę 70 milionów zarejestrowanych graczy w niecały rok od premiery.

## Gry wyprodukowane przez Respawn Entertainment
| Rok  | Tytuł                            | Platformy                                                            | Wydawca                          |
| ---- | -------------------------------- | -------------------------------------------------------------------- | -------------------------------- |
| 2014 | Titanfall                        | Microsoft Windows, Xbox 360, Xbox One                                | Electronic Arts                  |
| 2016 | Titanfall 2                      | Microsoft Windows, PlayStation 4, Xbox One                           | Electronic Arts                  |
| 2017 | Titanfall: Assault               | iOS, Android                                                         | Nexon                            |
| 2019 | Apex Legends                     | Microsoft Windows, Nintendo Switch, PlayStation 4, Xbox One, Android | Electronic Arts                  |
| 2019 | Star Wars Jedi: Upadły zakon     | Microsoft Windows, PlayStation 4, Xbox One                           | Electronic Arts                  |
| 2020 | Medal of Honor: Above and Beyond | Oculus Rift, SteamVR                                                 | Oculus Studios, Electronic Arts  |
| 2023 | Star Wars Jedi: Ocalały          | Microsoft Windows, PlayStation 5, Xbox Series X/S                    | Lucasfilm Games, Electronic Arts |